# Сыпшак, Камиль
Камиль Сыпшак (пол. Kamil Syprzak; род. 23 июля 1991, Плоцк) — польский гандболист. Играет на позиции линейного во французском клубе «Пари Сен-Жермен» и национальной сборной Польши. Бронзовый призёр чемпионата мира 2015 года, кавалер Серебряного креста Заслуги.

## Спортивная карьера
Сыпшак начал свою карьеру в гандбольном клубе «Висла (Плоцк)», где в 2011 году выиграл чемпионат Польши. 9 июня 2015 года он присоединился к клубу «Барселона». 22 февраля 2019 года было объявлено, что Камиль будет играть за «Пари Сен-Жермен». 9 февраля 2020 года в игре против словенского «Целе» в лиге чемпионов стал самым результативным игроком, забросив 9 мячей

### Национальная сборная
1 февраля 2015 года Сыпшак в составе сборной Польши завоевал бронзовую медаль чемпионата мира 2015 года. В победном матче за бронзовую медаль они переиграли сборную Испании со счётом 29−28. Камиль забросил решающий победный мяч в дополнительное время. Со сборной Польши он также участвовал в летних Олимпийских играх 2016 года в Рио-де-Жанейро. В мужском гандбольном турнире его сборная заняла 4-е место, проиграв в матче за 3-е место сборной Германии со счётом 25−31.      

## Достижения

### Со сборной
- Бронзовый призёр чемпионата мира (2015).

### С клубами
- Чемпион Польши (2010/11).
- Победитель Super Globe (2017, 2018, 2019).
- Чемпион Испании (2015/16, 2016/17, 2017/18, 2018/19).
- Обладатель Кубка короля (2015/16, 2016/17, 2017/18, 2018/19).
- Чемпион Франции (2019/20)

## Государственные награды
- Серебряный Крест Заслуги (2015) — за выдающиеся спортивные достижения.